# Distretto di Zhabei
Il distretto di Zhabei (cinese semplificato: 闸北区; cinese tradizionale: 閘北區; mandarino pinyin: Zháběi Qū) era un distretto di Shanghai. Aveva una superficie di 29,18 km² e una popolazione di 707.323 al 2010. Il 4 novembre 2015 il distretto di Zhabei è stato unito al più piccolo ma più centrale distretto di Jing'an.